# Trust Merchant Bank
El Trust Merchant Bank, con sede en Lubumbashi, es un banco comercial independiente con base en la República Democrática del Congo (RDC) que abrió sus puertas en 2004. El TMB se mantiene activo en muchos sectores del mercado bancario local, incluidos los servicios ofrecidos a particulares y empresas.
Regido por el Banco Central de la República Democrática del Congo, el TMB es miembro de la Assosiacion Congolesa de los Bancos.

## Vision General
El Trust Merchant Bank se impuso rápidamente como uno de los bancos más importantes de la RDC en términos de fondos propios reglamentarios, activo total y recetas. El 31 de diciembre de 2018 el activo total era superior a $897 millones, lo que corresponde aproximadamente al 12.5% del total de los activos bancarios en RDC. TMB está afiliado a la red SWIFT,  y ofrece igualmente los productos VISA y MasterCard.

## Características del Banco
El TMB tiene numerosas características que lo hacen único:
- Fue la primera institución bancaria en lanzar un servicio de microfinanciación dentro de la RDC
- Está presente en la casi totalidad de las provincias
- Es el único banco que ha implantado su sede en otra ciudad aparte de la capital, Kinshasa
- Es el proveedor exclusivo de servicio bancario en dos provincias de la RDC, a saber, Bandundu y el Maniema

## Red de Agencias
Sobre las 26 provincias con que cuenta la RDC, el TMB ofrece servicios bancarios en 21 de ellas, con agencias localizadas en las siguientes ciudades:
- Bandundu-Ville
- Beni
- Bunia
- Butembo
- Bukavu
- Fungurume
- Gemena
- Goma
- Kalemie
- Kamina
- Kananga
- Kasumbalesa
- Kenge
- Kilwa
- Kindu
- Kinshasa
- Kisangani
- Kolwezi
- Likasi
- Lodja
- Lubumbashi
- Matadi
- Mbandaka
- Mbanza-Ngundu
- Mbuji-Mayi
- Muanda
- Uvira

TMB es el único banco en la RDC que ha implantado ventanillas sobre los sitios de la MONUSCO a través del país, incluidos Kisangani y Bunia.
- Trust Merchant Bank (enlace roto disponible en Internet Archive; véase el historial, la primera versión y la última).

- Datos: Q1890153